# Commune rurale de Pori
La municipalité rurale de Pori (finnois : Porin maalaiskunta) est une ancienne commune de la région du Satakunta en Finlande. 

## Présentation
Elle est absorbée par la ville de Pori en 1967. 
En 1963, la population de la municipalité rurale de Pori est de 8 709 habitants.
La municipalité rurale de Pori couvrait les territoires actuels de Nakkila, Noormarkku, Pomarkku, Siikainen, Merikarvia, Ahlainen et avec Kullaa une partie de Suur-Ulvilaa.
Ainsi elle couvrait les territoires de Yyteri et Reposaari et du  Port de Pori, qui font partie du quartier actuel de Meri-Pori.

## Personnalités
- Eino Grön
- Kelpo Gröndahl
- Johan Gullichsen
- Maire Gullichsen
- Aarne Tarkas
- Miikka Toivola